# Hiigo
Hiigo (uitspraak: 'hie-go') is een Nederlandstalige popband uit de stad Zwolle bestaande uit Hans van der Werf (zang), Peter Terluin (toetsen), Aart de Gier (basgitaar), Dion van der Geest (gitaar) en Koen Gardebroek (drums). De band kwam in 2021 voor het eerst naar buiten met de door henzelf geproduceerde single Laat me los.

## Biografie
Hiigo werd in januari 2021 opgericht door Hans van der Werf, Peter Terluin, Aart de Gier en Dion van der Geest. Later werd Koen Gardebroek aan de formatie toegevoegd. In november van 2021 nam de band hun eerste twee singles Dichterbij en Waar het valt of staat op in de Mailmen Studio van Martijn Groeneveld. Deze twee singles werden kort na elkaar uitgebracht in 2022. In dit jaar werd de band ook geselecteerd voor het nationaal rondreizende festival Popronde en doken ze de studio in met producer Rob Peters om hun debuut-ep op te nemen. 
In 2023 baarde de band opzien door als eerste artiest ooit een optreden te geven op het dak van de Grote Kerk in hun thuisstad Zwolle. Dat jaar speelde de band ook hun eerste eigen clubtour en voorprogramma's van o.a. de Edwin Evers Band en The Analogues. Later in 2023 kwam hun single Tankstation uit, die begin 2024 een bescheiden radiohit werd.
Hiigo bracht op 31 mei 2024 hun debuut-ep Thuis in eigen beheer uit. In het najaar van 2024 bracht de band hun eerste nieuwe singles uit voor het aanstaande debuutalbum, dat Leven in de leegte ging heten. Ook tourde de band met Krezip, I.O.S. (Is Ook Schitterend) en Wies.
Op 14 maart 2025 werd het debuutalbum Leven in de leegte uitgebracht. Het album bevat onder andere de single Alles wat ik zoek, die net als het nummer Tankstation precies een jaar eerder, TopSong op NPO Radio 2 werd.

## Discografie

### Albums
- 2025: - Leven in de leegte

### Ep's
- 2024: - Thuis

### Singles
- 2021: - Laat me los
- 2022: - Dichterbij
- 2022: - Waar het valt of staat
- 2022: - Waar het valt of staat - Versie ii
- 2023: - Evenwicht
- 2023: - Tankstation
- 2024: - Alles begint bij vandaag
- 2024: - Achterom
- 2024: - Bang alleen te blijven
- 2025: - Alles wat ik zoek (Edit)